# Língua koyukon
A língua koyukon é uma língua atabascana falada ao longo do Rio Koyukuk e médio Rio Yukon no interior do Alasca.  Essa língua também é conhecida como ten'a, koyukon e possui aproximadamente 300 falantes – geralmente idosos bilíngües em inglês – de uma população étnica de 2,300.
Jules Jette, um missionário jesuíta franco-canadense, começou a fazer registros da língua e cultura dos Koyukon em 1898.  Considerado um falante fluente koyukon após passar anos na região, Jette morreu em 1927, deixando uma quantidade significantiva notas sobre o povo koyukon, sua cultura, crença e língua.  Eliza Jones, uma nativa do Alasca membro da tribo koyukon, teve contato com esses manuscritos enquanto estudava e posteriormente trabalhando na Universidade do Alasca no início dos anos 70.  Pesquisando as notas de Jette, e consultando idosos da tribo koyukon, Jones compilou o Dicionário Koyukon Atabascano editado por James Kari e publicado pelo Centro de Línguas Nativas do Alasca, Universidade do Alasca, Fairbanks, em 2000.
O Dicionário Koyukon Atabascano é incomumente compreensível em termos de documentação de uma língua indígena americana, em parte devido às fontes de alta qualidade consultadas por Jette, as notas às quais ela teve contato foram tiradas há mais de um século atrás, tempo em que e a língua era muito mais ativamente falada e a cultura mais tradicional. O títilo 'dicionário' foi mal empregado, visto que o documento é muito mais enciclopédico que um dicionário propriamente dito, contendo os registros da cultura e das tradições do povo koyukon.
Há ainda algumas histórias tradicionais escritas por Catherine Attla e publicadas pela Universidade do Alasca, Fairbanks.

## Fonologia e ortografia

### Consoantes
Os sons são dados de acordo com o IPA e os equivalentes ortográficos entre chaves angulares:
|                       | Bilabial | Alveolar | Alveolar | Alveolar | Alveolar | Alveolar  | Alveolar  | Palatal | Palatal | Velar | Velar | Velar  | Velar  | Velar  | Velar  | Uvular | Uvular | Uvular  | Uvular  | Uvular   | Uvular   | Glotal |
| --------------------- | -------- | -------- | -------- | -------- | -------- | --------- | --------- | ------- | ------- | ----- | ----- | ------ | ------ | ------ | ------ | ------ | ------ | ------- | ------- | -------- | -------- | ------ |
| Plosivas              | p        | t <d>    | t <d>    | tʰ <t>   | tʰ <t>   | t'        | t'        |         |         | k <g> | k <g> | kʰ <k> | kʰ <k> | k'     | k'     | q <gg> | q <gg> | qʰ <kk> | qʰ <kk> | q' <kk'> | q' <kk'> | ʔ <'>  |
| Africadas             |          | ts <dz>  | ts <dz>  | tsʰ <ts> | tsʰ <ts> | ts'       | ts'       |         |         |       |       |        |        |        |        |        |        |         |         |          |          |        |
| Laterais africadas    |          | tɬ       | tɬ       | tɬʰ <tl> | tɬʰ <tl> | tɬ' <tl'> | tɬ' <tl'> |         |         |       |       |        |        |        |        |        |        |         |         |          |          |        |
| Nasais                | m        | n̥ <nh>   | n̥ <nh>   | n̥ <nh>   | n        | n         | n         |         |         |       |       |        |        |        |        |        |        |         |         |          |          |        |
| Fricativas            |          | s        | s        | s        | z        | z         | z         |         |         | x <h> | x <h> | x <h>  | ɣ <gh> | ɣ <gh> | ɣ <gh> |        |        |         |         |          |          | h      |
| Aproximante           |          |          |          |          |          |           |           | j̥ <yh>  | j <y>   |       |       |        |        |        |        |        |        |         |         |          |          |        |
| Laterais aproximantes |          | l̥ <ł>    | l̥ <ł>    | l̥ <ł>    | l        | l         | l         |         |         |       |       |        |        |        |        |        |        |         |         |          |          |        |

### Vogais
Há quatro vogais plenas no koyukon:
- i <ee>
- u <oo>
- æ <aa>
- ɔ <o>

Há ainda três vogais reduzidas:
- ʊ <oo>
- ə <e>
- ɞ <ʉ>

## Leitura
- Jones, Eliza, Comp. Junior Dictionary for Central Koyukon Athabaskan: Dinaakkanaaga Ts'inh Huyoza. Alaska Native Language Center, University of Alaska Fairbanks, P.O. Box 900111, Fairbanks, AK 99775-0120, 1992.

1. ↑  Krauss, Michael E. 2007. "Native languages of Alaska", In: The Vanishing Voices of the Pacific Rim, ed. by Osahito Miyaoko, Osamu Sakiyama, and Michael E. Krauss. Oxford: Oxford University Press. (Tabela 21.1, página 408)
2. ↑  Axelrod, Melissa. «Incorporation in Koyukon Athapaskan». Chicago: Universidade de Chicago. IJAL. 56 (2): 79–95. ISSN 0020-7071 [ligação inativa]